# Pitirim Sorokin
Pitirim Aleksandrovič Sorokin (rusky Питирим Александрович Сорокин; 23. lednajul./ 4. února 1889greg., Turja – 11. února 1968, Winchester) byl komi-rusko-americký sociolog a teoretik kultury. Jako akademický a politický aktivista v Rusku emigroval do Spojených států v roce 1923. Na Harvardově univerzitě založil katedru sociologie.
Stejně jako C. W. Mills byl hlasitým odpůrcem Parsonsovy teorie. Sorokin je také znám pro své příspěvky k sociální cyklické teorii.

## Životopis
Pitrim Sorokin se narodil ve skromných podmínkách na severoruském venkově v obci Turja (dnešní Komijská republika). Otcem byl Aleksander Sorokin a matkou Pelageja Vasiljevna Sorokinová. Elena Petrovna, rozená Baratynskaja se stala jeho manželkou.
Studoval univerzitu v Petrohradě a učil se sociologii. Sorokin byl třikrát uvězněn carským režimem ruského impéria a během ruské revoluce byl členem ruské prozatímní vlády[zdroj⁠?!]. Po říjnové revoluci se zabýval antibolševickými aktivitami, a proto byl vítěznou bolševickou vládou odsouzen k smrti; později byl tento trest zmírněn pouze na vyhoštění. Přechodnou dobu tehdy žil jako emigrant v Horních Černošicích u Prahy, kde byl podporován prezidentem Masarykem a dalšími českými politiky, jimž vzdává dík v úvodu své Sociologie revoluce, kterou začal psát již v Československu a již vydal jako první vědeckou publikaci v době, kdy působil na Minnesotské univerzitě. V roce 1930 přijal Sorokin americké státní občanství a začal působit na Harvardu, kde založil katedru sociologie. Mezi jeho žáky patřili např. Robert King Merton nebo Kingsley Davis.

## Dílo

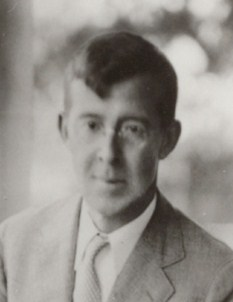
Pitirim Sorokin

- v Sociologii revoluce přirovnal společnost ke kyvadlu, kde na konci kmitu dochází k velké změně světového systému;
- v díle Social Mobility podává rozbor sociálních vrstev a přechodů mezi nimi;
- v díle Sociologické teorie přítomnosti analyzuje současné sociologické směry s důrazem na práce monografické a experimentální.
- V díle Válka a militarizace společnosti (1922) popisuje příčiny a důsledky války z hlediska sociologie, analyzuje vliv války na sociální procesy ve společnosti. Kriticky popisuje negativní vliv centralizace a neomezenou moc vlády za období války. Podle Pitirima Sorokina takové totalitní uspořádání vede k absolutní nesvobodě národa. Uvádí pojem „válečně-socialistická společnost“:«Válečně-socialistická společnost je společnost, kde vládní systém a jeho agenti regulují a normují chování a vzájemné vztahy občanů: jejich činnost, oblečení, byt, přesvědčení, počet dětí apod.»[1]
- Dílo Krise našeho věku (1948)[2] je krátkým obecným vyložením hlavního díla Pitirima Sorokina Social Mobility (1941)[3]. Pitirim Sorokin analyzuje význam válek ve světové historie, vliv válek na rozvoj různých společností: řecká historie, římská historie, a historie západních států od pátého století. Pitirim Sorokin popisuje světovou historii jako historii válek.
- Další díly: Dlouhá cesta (anglicky A long Journey, 1992)[4], Sociologické nauky přítomnosti (1936)[5].

V posledních letech přešel Sorokin k obsáhlejšímu studiu celé kultury a pokusil se o užití nové metody tzv. logické a do smyslu vnikající. Chápe civilizaci jako určitou premisu logicky sledovanou ve všech nebo ve většině svých institucí. Podle toho, zda převládá v kultuře rozmanitost, individualismus a změna nebo náboženství, nehybnost a kolektivní duch, rozeznává tzv. sensitivní (dříve sensativní) nebo ideovou kulturu. Dnes jsme podle Sorokina na sklonku obdoby kultury sensitivní, ovládající posledních 500 let a brzy nastoupí kultura ideová. Sorokin působil značně i na mladší českou sociologii.